# Pink Flamingos
Pink Flamingos ist ein provokanter Spielfilm bzw. Exploitationfilm von John Waters aus dem Jahr 1972, der mittlerweile Kultfilmstatus genießt und Waters die Beinamen „King of Trash“ sowie „Pope of Trash“ einbrachte.
Er machte die Drag-Queen Divine zum Underground-Star. Mit einem Budget von nur 12.000 US-Dollar wurde der Film an mehreren Wochenenden in Baltimore, Maryland, gedreht. Insbesondere die Sexszenen sorgten für öffentliche Diskussionen; Bemühungen, ihn in den USA zu zensieren oder zu verbieten, liefen jedoch ins Leere.

## Handlung
Die kriminelle Divine wurde in der amerikanischen Presse zur schmutzigsten Person der Welt („filthiest person alive“) ernannt. Unter dem Pseudonym „Babs Johnson“ wohnt sie in einem Wohnmobil, mit ein paar rosaroten Gartenflamingos davor, in der Philpot Road in Phoenix, einer Vorstadt von Baltimore. Zusammen mit Divine leben ihre nach dem Verzehr von Eiern süchtigen Mutter Edie, der kriminelle Sohn Crackers sowie Cotton, eine gleichgesinnte Begleiterin, die dem Voyeurismus verfallen ist. Edie und ihr Eiermann verlieben sich ineinander und heiraten.
Das Ehepaar Marble entführt junge Frauen, lässt diese von ihrem Butler Channing schwängern und verkauft anschließend die Babys an lesbische Paare. Die Marbles sind eifersüchtig auf Divines Ruhm und möchten ihr den Titel der schmutzigsten Person abjagen. Durch ihre Spionin Cookie, die mit Crackers unter aktiver Teilnahme von Hühnern Sex haben muss, erfahren die Marbles einige Details über Divine. Sie senden ihr als Geburtstagsgeschenk eine Schachtel mit Kot und lassen die Geburtstagsfeier von ein paar Polizisten stören, die jedoch von Divine und ihren Gästen getötet und gegessen werden.
Der Kampf zwischen Divine und den Marbles schaukelt sich hoch. Mit Crackers bricht sie in das Haus der Marbles ein, dort leckt sie Gegenstände ab und gibt ihrem Sohn schließlich einen Blowjob. Sie entdecken zwei von den Marbles gefangen gehaltene Frauen und befreien diese. Die Frauen nehmen Rache an ihrem Peiniger Channing, indem sie ihm den Penis abschneiden. Unterdessen brennen die Marbles den Wohnwagen von Divine ab und sehen sich bereits als Sieger, bis sie in ihr verwüstetes Haus zurückkehren. Divine und Crackers nehmen die Marbles gefangen, unter Anwesenheit der sensationsgierigen Presse wird über die beiden ein Kurzer Prozess gehalten. Divine richtet sie vor laufenden Kameras mit einer Waffe hin.
Divine, Crackers und Cotton flüchten anschließend nach Boise. Divine sieht, wie ein Hund seinen Kot am Straßenrand hinterlässt, und isst diesen mit den letzten Bildern des Films auf.

## Kontroverse und Zensur
Der Film enthält eine Menge grenzwertiger Szenen, doch laut Interviews war das genau das, was Waters beim Drehen im Sinn hatte. Durch den lockeren Umgang mit Gewalt und Sexualität habe er sich über die allgegenwärtige political correctness lustig machen wollen, bevor dieser Begriff in Mode kam, so Waters in einem Interview. Durch das spielerische Ausloten von Grauzonen, wo der Spaß für die meisten aufhört, wollte er seinem Publikum die Grenzen der individuellen Toleranz aufzeigen.
Waters sagte in einem Interview, die Zensurbehörde in Baltimore habe nur zwei Schnitte verlangt: die Szene mit dem Butler der Marbles, der sein Ejakulat in einer Spritze aufzieht und damit eine Geisel schwängert, von der auch der Regisseur selbst sagt, es sei die ekelhafteste im ganzen Film und eine Szene, in der Divine beim Oralsex zu sehen ist.
Die Grenzwertigkeit äußert sich jedoch auch in einer Vergewaltigungsszene, an der ein Huhn beteiligt ist, das anschließend verzehrt wird sowie einer Musikszene mit einem „singenden“ Anus in Großaufnahme und in der berüchtigten Schlussszene, in der Divine „live“ und ohne Schnitt warmen Hundekot in den Mund nimmt. Da es gegen Koprophagie in Film kein Gesetz gab, gab es keine Argumente für ihre Entfernung.
Im Kanton Zürich ist der Film seit 1974 verboten geblieben. Die Polizei beschrieb ihn damals mit folgenden Worten:

„Der als Meilenstein in der Filmgeschichte angepriesene Film muss als ekelerregend und abstoßend eingestuft werden.“

Der Regisseur hingegen war rückblickend dankbar für die Beschlagnahmung seines Films, da sie ihm viel zusätzliche Aufmerksamkeit einbrachte, u. a. von This Brunner, der mittlerweile zu den Sammlern von Waters Werken zählt.
1997 wurde der Film zum 25-jährigen Jubiläum mit verbessertem Ton nochmals in die US-Kinos gebracht (anders als bei der Erstveröffentlichung wurde auch ein Soundtrack auf den Markt gebracht). Nach dem Ende des Originalfilms enthielt die neue Version einen kurzen Kommentar von Waters, mehrere einstmals geschnittene Szenen und den originalen Kinotrailer von 1972, der ausschließlich die Reaktionen des Publikums auf den Film zeigt, aber keinen einzigen richtigen Ausschnitt außer ein paar Tonschnipseln. 2021 wurde der als „Meilenstein des Shock Cinema“ bezeichnete Film in das National Film Registry aufgenommen.